# Beta Israël

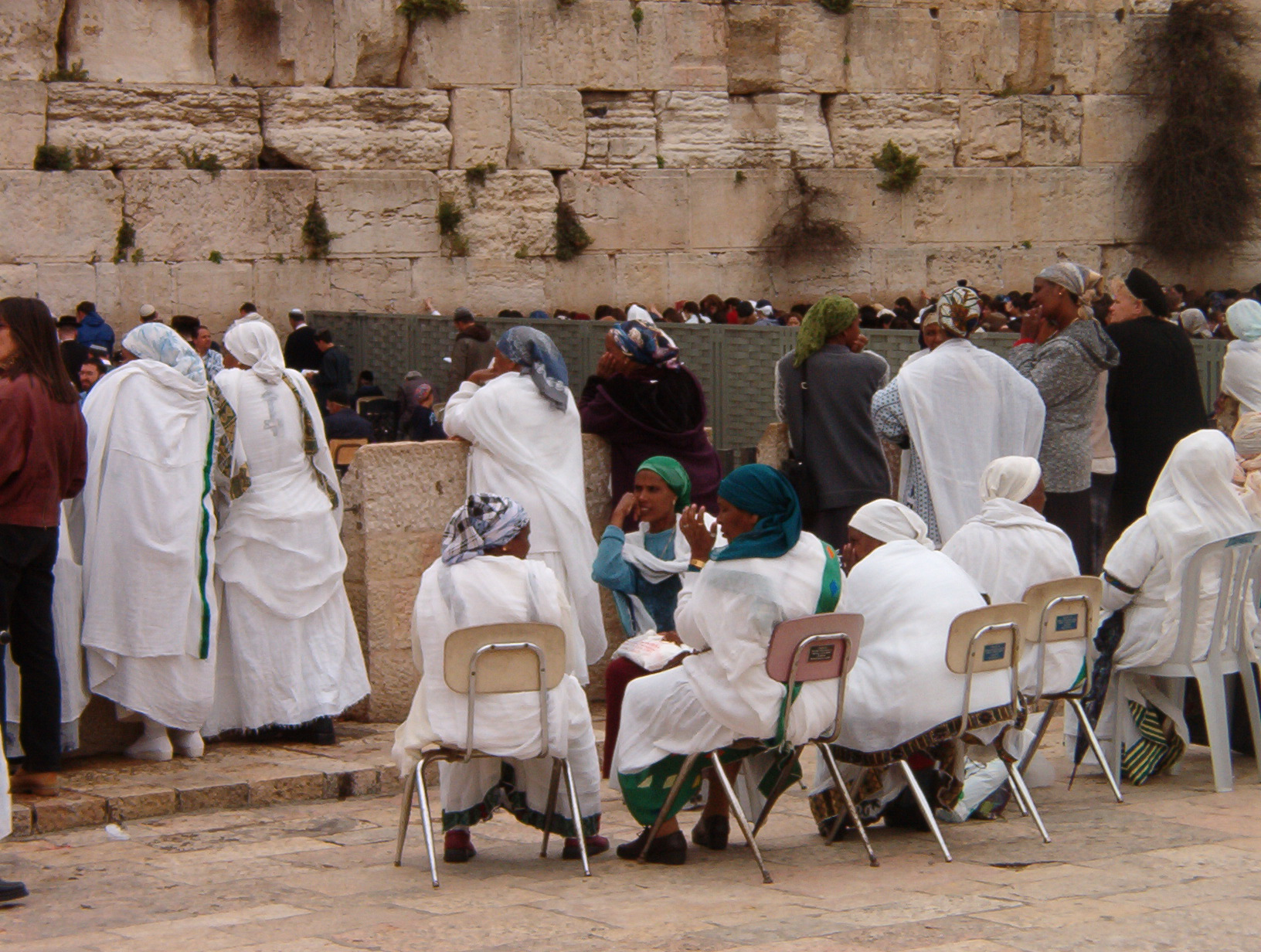
Ethiopische vrouwen bij de Klaagmuur in Jeruzalem

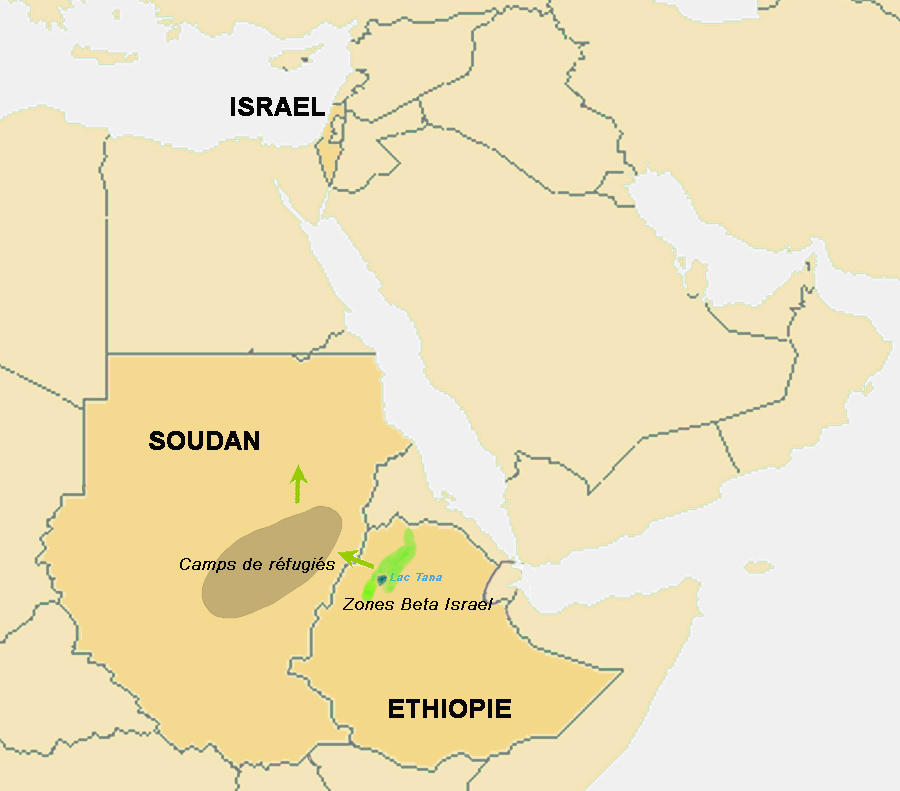
Kaart van de Falasja-emigraties naar Israël

Beta Israël (Amhaars: ቤተ እስራኤል , Huis van Israël), vaak bekend onder de pejoratieve  naam Falasja (het woord voor banneling, vreemdeling, immigrant in de Oud-Ethiopische taal Ge'ez), is een Joodse gemeenschap en cultuur in Ethiopië. 
Ooit spraken de Beta Israël Qwara (Kayla), een Koesjitische taal, maar tegenwoordig spreken zij Amhaars en Tigrinya, beide Semitische talen. De taal van hun liturgie is, naast het Hebreeuws, het Ge'ez. Ook vandaag de dag houden vele Israëliërs van Ethiopische afkomst aan de Beta Israël-cultuur vast.

## Naamgeving
In het Hebreeuws: בֵּיתֶא יִשְׂרָאֵל, Beyte Yisra'el, in het Ge'ez: ቤተ እስራኤል, Beta ʾƏsrāʾel, modern Bēte 'Isrā'ēl, wat betekent "Huis van Israel" of "Gemeenschap van Israel"[4], ook bekend als Ethiopische Joden, in het Hebreeuws: יְהוּדֵי אֶתְיוֹפְּיָה: Yehudey Etyopyah, in in het Ge'ez: የኢትዮጵያ አይሁድዊ als ye-Ityoppya Ayhudi.

## Geschiedenis
De Beta Israël komen uit de regio's Gondar en Aksum in Ethiopië. Er wordt gezegd dat deze tot de jaren 1860 het contact met andere Joodse gemeenschappen waren verloren. De isolatie van de Beta Israël werd opgetekend door de ontdekkingsreiziger James Bruce, die zijn Travels to Discover the Source of the Nile (Reizen om de Bronnen van de Nijl te ontdekken) in Edinburgh publiceerde in 1790. 

### Theorieën over herkomst/ontstaan

#### Beta-Israëltradities
Volgens de tradities van Beta Israël zijn zij afstammelingen van Joden die met Menelik I naar Ethiopië kwamen. Volgens de Ethiopische traditie zou Menelik I de zoon zijn van Salomo en de koningin van Sheba. Echter, in de Tenach is er geen sprake van dat de koningin van Sheba trouwde of zelfs een relatie had met koning Salomo. Volgens het verhaal was zij toen zij hem bezocht juist onder de indruk van zijn rijkdom en wijsheid, en zij gaven elkaar koninklijke geschenken, en volgens het verhaal keerde zij vervolgens terug naar haar volk in Koesj.

#### Rabbijnse visies
Sommige geleerde rabbijnen beweren dat Beta Israël de nakomelingen zijn van de stam Dan, een van de verloren stammen van Israël die oorspronkelijk afstamden van een van aartsvader Jakobs twaalf zonen, die de grondleggers waren van de oorspronkelijke twaalf Joodse stammen. Deze mensen vestigden een Joods koninkrijk in Afrika dat honderden jaren standhield. Met de opkomst van het christendom en later de islam ontstonden schisma's en drie koninkrijken wedijverden, waarschijnlijk ook meer dan drie in Afrika. Uiteindelijk reduceerden de christelijke en islamitische koninkrijken het Joodse koninkrijk tot een klein verarmd onderdeel.
Andere rabbijnen, zoals Tzitz Eliezer en Rabbi Moshe Feinstein, beweerden dat het Joods-zijn van de Beta Israël sterk in twijfel moest worden getrokken en dat bekering verplicht was, en dus meer dan enkel een formaliteit.

#### Seculiere visies
Seculiere geleerden zijn het oneens of, wanneer en hoe het jodendom door Beta Israël was overgenomen: van Joden die in Jemen leefden, van Joodse gemeenschappen in Zuid-Egypte (Elephantine), of zelfs van een permanent in Ethiopië levende Joodse gemeenschap waar sprake van zou kunnen zijn in Jesaja 11:11 (rond 740 voor de gangbare jaartelling). Dit zou verklaren waarom er in Handelingen 8:27 van het Nieuwe Testament gesproken wordt over een Ethiopiër die naar Israël ging om God te aanbidden en las uit het boek Jesaja.
Gerard Lucotte en Pierre Smets bestudeerden (omschreven in het in 1999 uitgegeven wetenschappelijk werk Human Biology (deel 71, pagina 989-993)) het DNA van 38 onverwante mannelijke Falasja die in Israël woonden, en van 104 Ethiopiërs uit regio's ten noorden van Addis Abeba, en concludeerden dat de verschillen van de haplotype-distributie van het Y-chromosoom van Falasha's met conventionele Joodse bevolkingen en hun relatief grotere overeenkomst met het haplotype-profiel van niet-Joodse Ethiopiërs overeenkwamen met het uitgangspunt dat de Falasha's afstamden van oude inwoners van Ethiopië die zich tot het jodendom bekeerd hadden.

### Emigratie naar Israël
In de volksmond vaak een verloren stam genoemd, kwamen de Beta Israël aanvankelijk veel obstakels tegen bij de opname in de Israëlische samenleving. De Israëlische regering accepteerde de Beta Israël als "officiële" Joden in 1975. De premier van Israël in die tijd, Yitzchak Rabin, kreeg duidelijke regels van opperrabbijn Ovadia Yosef dat zij legitieme afstammelingen waren van de verloren stammen. Men verplichtte hen echter wel tot een pro forma halachische religieuze bekering tot het jodendom, vanwege afwijkende gebruiken (o.a. de Joodse identiteit ging van vader op zoon). Operatie Mozes begon op 18 november 1984 en kreeg een aantal weken later, in 1985, een abrupt einde, waarbij vele Joden nog in Ethiopië bleven. 
Nagenoeg de hele gemeenschap (ruim 50.000) is naar Israël geëmigreerd tijdens de Israëlische Operatie Mozes en Operatie Salomo, in overeenstemming met de Wet op Terugkeer van 1950. Sindsdien verblijven in Ethiopië nog Falasjmoera - een eveneens politiek incorrecte naam voor een gemeenschap van tot het christendom bekeerde Beta Israël - en een kleine uit Jemen afkomstige Joodse gemeenschap in Addis Abeba. Hoewel sinds de jaren 1990 een immigratiestroom van Falasjmoera op gang kwam, wachtten in 2006 18.000 Falasjmoera op emigratie naar het "beloofde land".
Op 28 augustus 2013 werden de laatste vluchten uitgevoerd, waarmee nog 450 Ethiopische Joden zijn aangekomen in Israël. Hiermee zou een eind zijn gekomen aan de massale immigratie. Sinds het uitroepen van de staat Israël zijn meer dan 90.000 Falasja naar Israël getrokken.